# 第62回プライムタイム・エミー賞
第62回プライムタイム・エミー賞（だい62かいプライムタイム・エミーしょう、英語: 62nd Annual Primetime Emmy Awards）は、テレビ芸術科学アカデミーによりノキアシアターにて2010年8月29日に行われた。NBCはこのイベントを放送した。レイト・ナイト・ウィズ・ジミー・ファロンのホストであるジミー・ファロンがホストを務めた。この放送では1976年の第34回プライムタイム・エミー賞以来の全米のライブ放送となった。

## 概要

### 候補について
第62回プライムタイム・エミー賞のノミネートは2010年7月8日午前5時40分(PDT) (12時40分 UTC)にカリフォルニア州ノース・ハリウッドのレオナルド・H・ゴールデンソン・シアターで発表された。ジョエル・マクヘイルとソフィア・ベルガラによりアナウンスされた。
ドラマ部門ではマッドメンが17部門でノミネートされ、コメディ部門ではgleeが19部門でノミネートされた。ミニシリーズではザ・パシフィックが24部門でノミネートされた。

## 主な受賞とノミネート

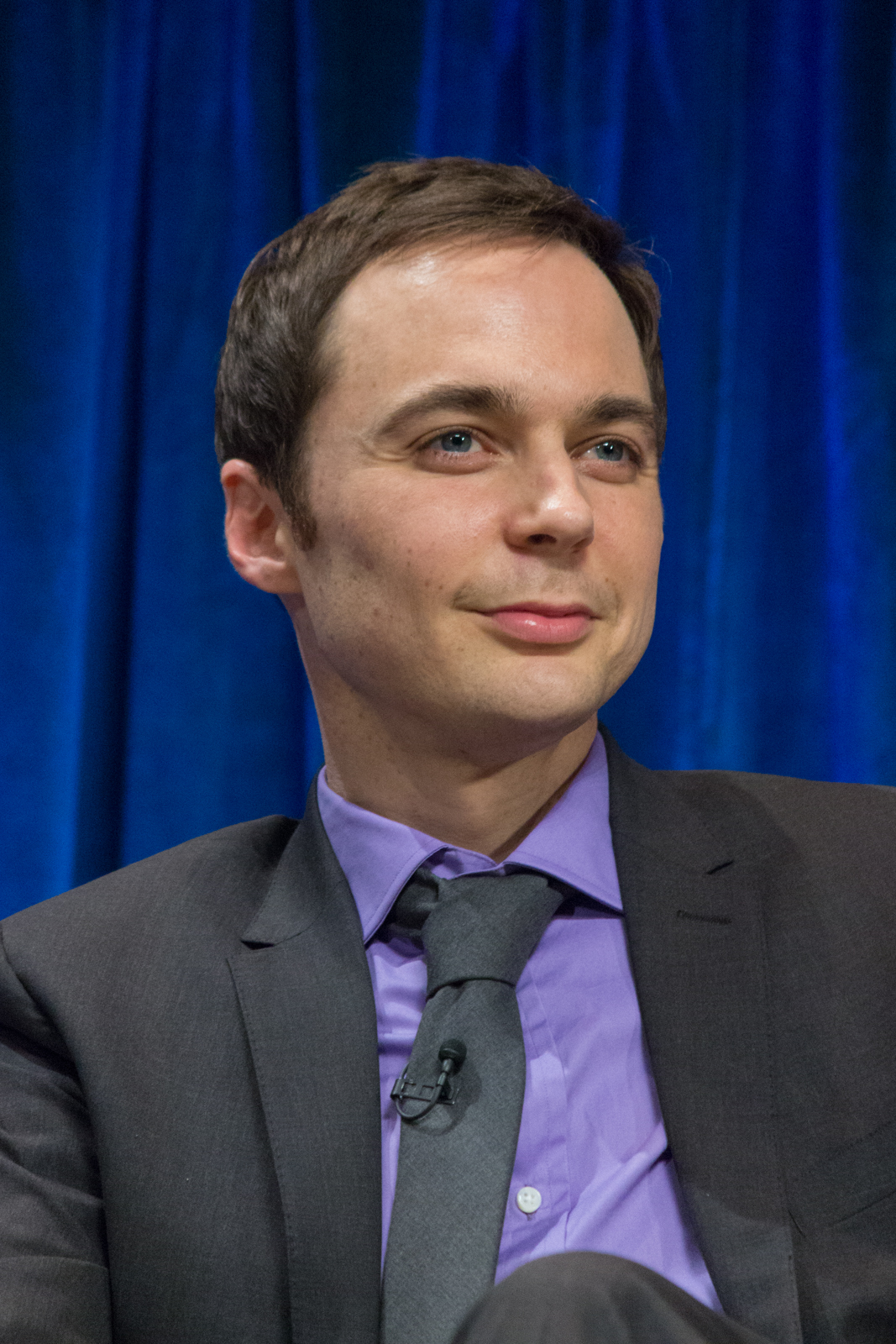
ジム・パーソンズ 『ビッグバン★セオリー ギークなボクらの恋愛法則』 コメディ・シリーズ 主演男優賞

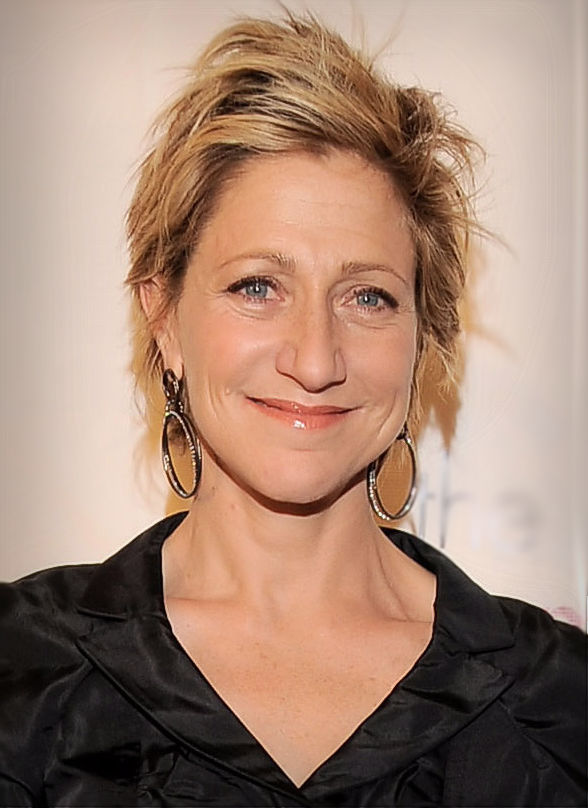
イーディ・ファルコ 『ナース・ジャッキー』 コメディ・シリーズ 主演女優賞

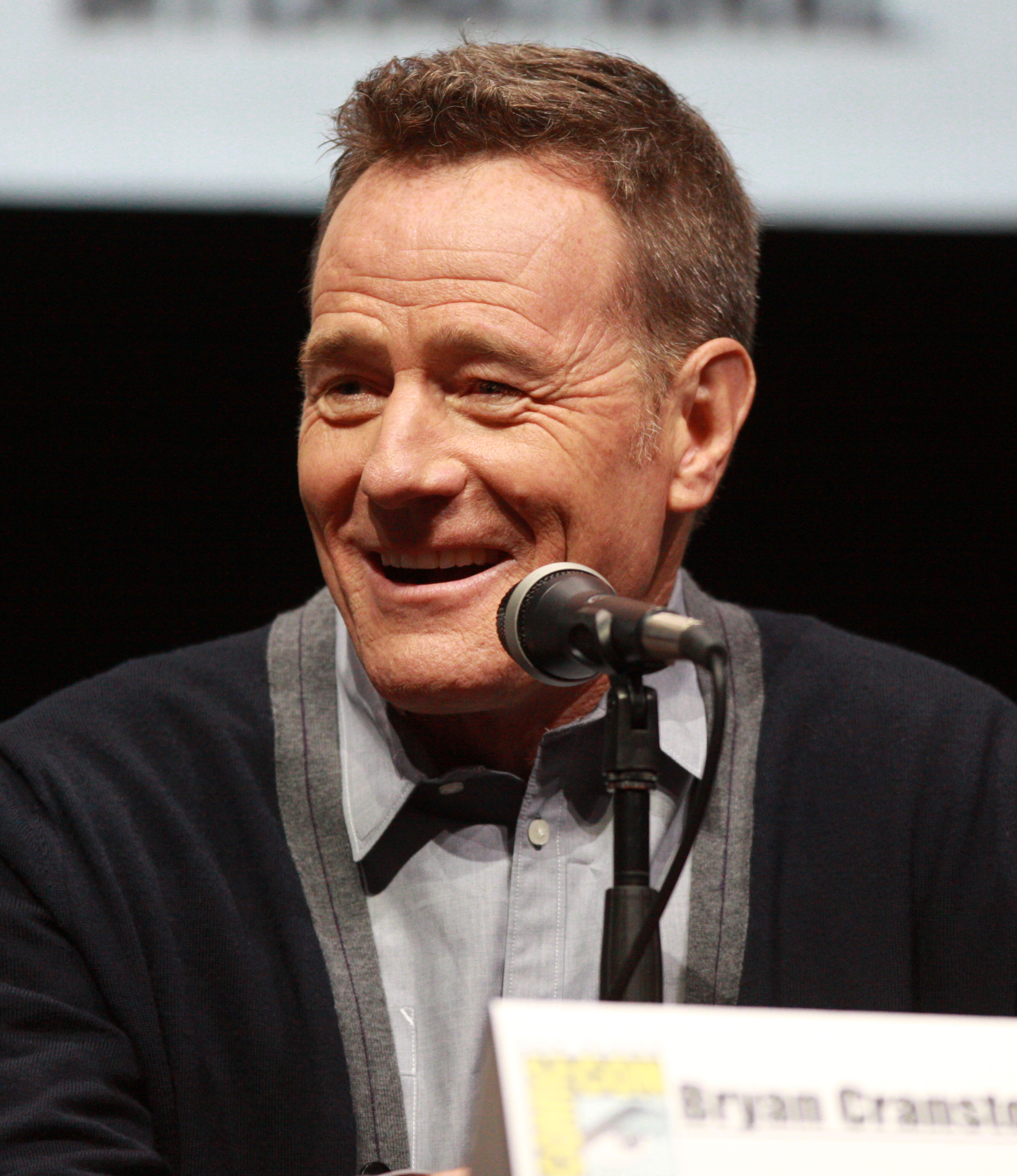
ブライアン・クランストン 『ブレイキング・バッド』 ドラマ・シリーズ 主演男優賞

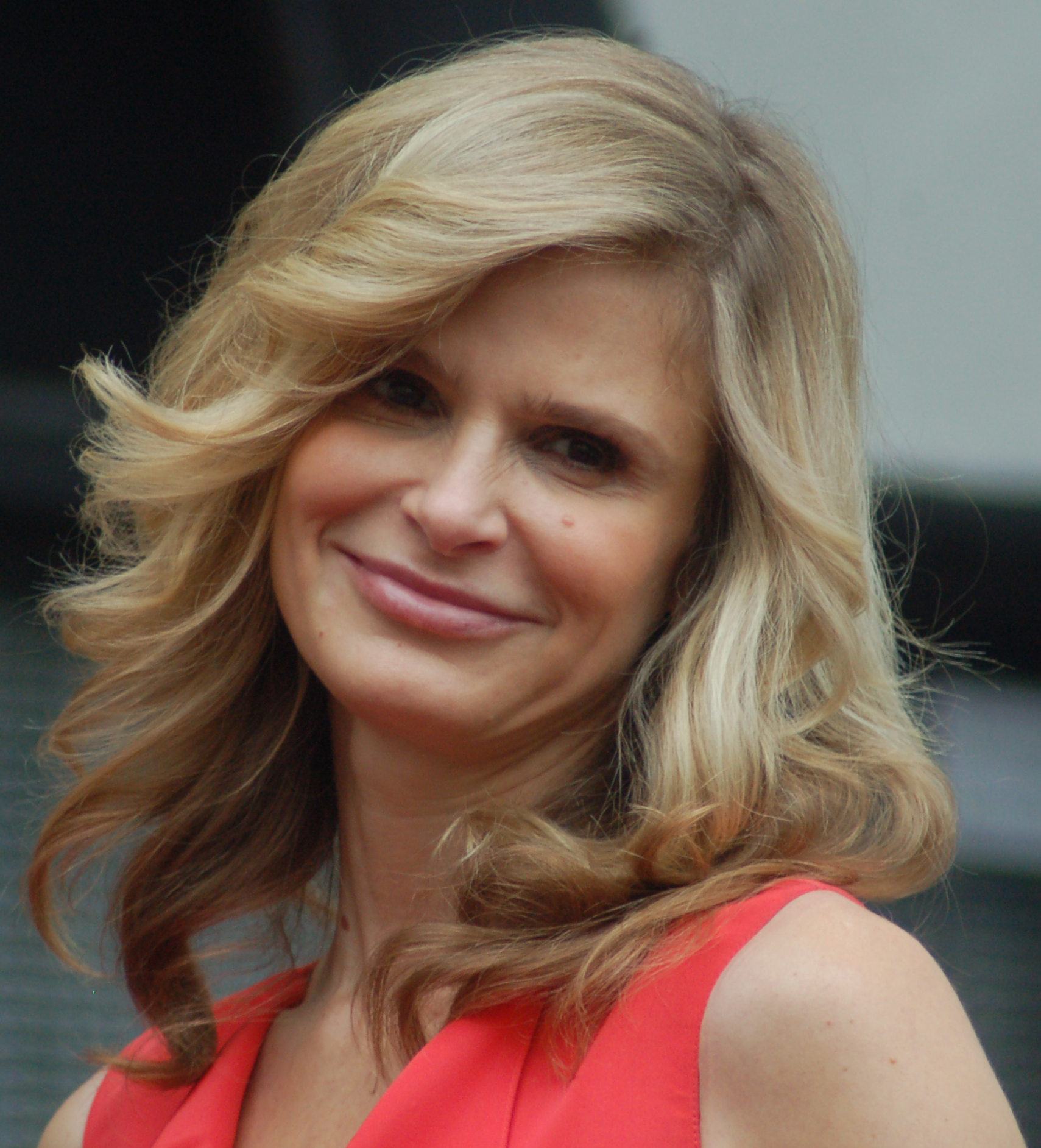
キーラ・セジウィック 『クローザー』 ドラマ・シリーズ 主演女優賞

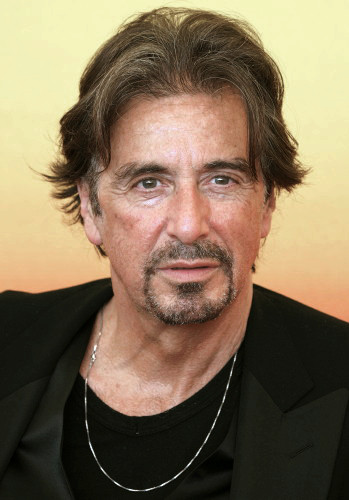
アル・パチーノ 『死を処方する男 ジャック・ケヴォーキアンの真実』 ミニシリーズ/テレビ映画 主演男優賞

クレア・デインズ 『テンプル・グランディン 自閉症とともに』 ミニシリーズ/テレビ映画 主演女優賞

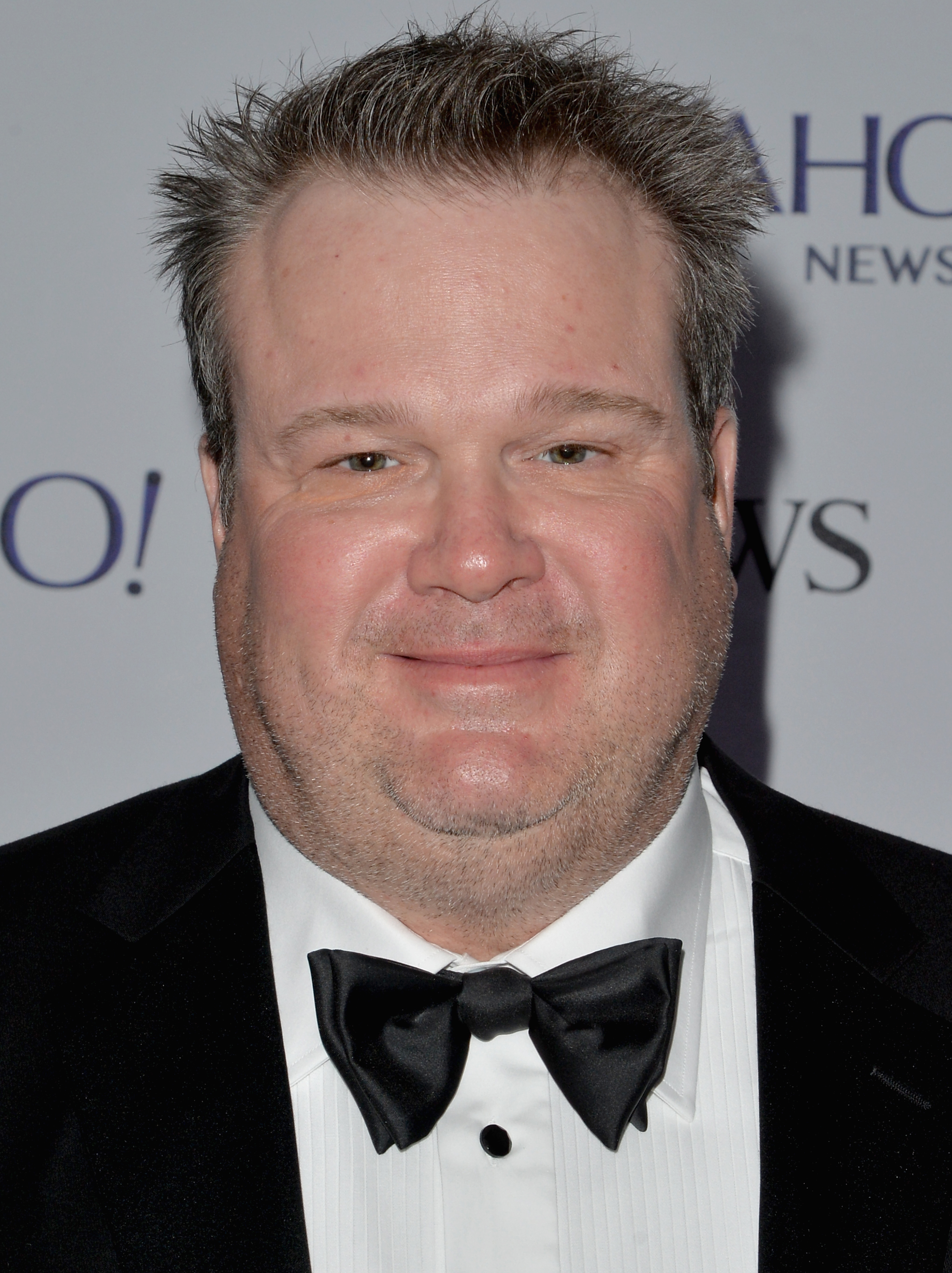
エリック・ストーンストリート 『モダン・ファミリー』 コメディ・シリーズ 助演男優賞

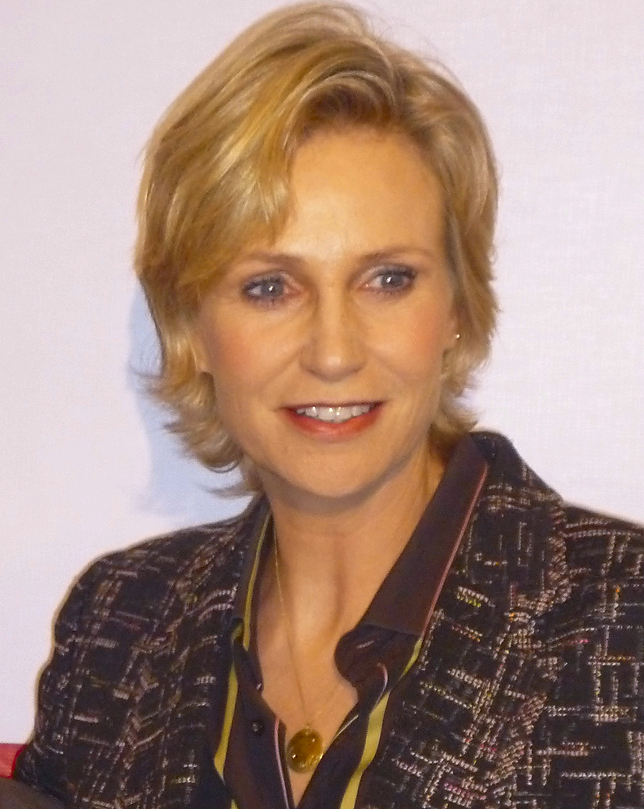
ジェーン・リンチ 『Glee』 コメディ・シリーズ 助演女優賞

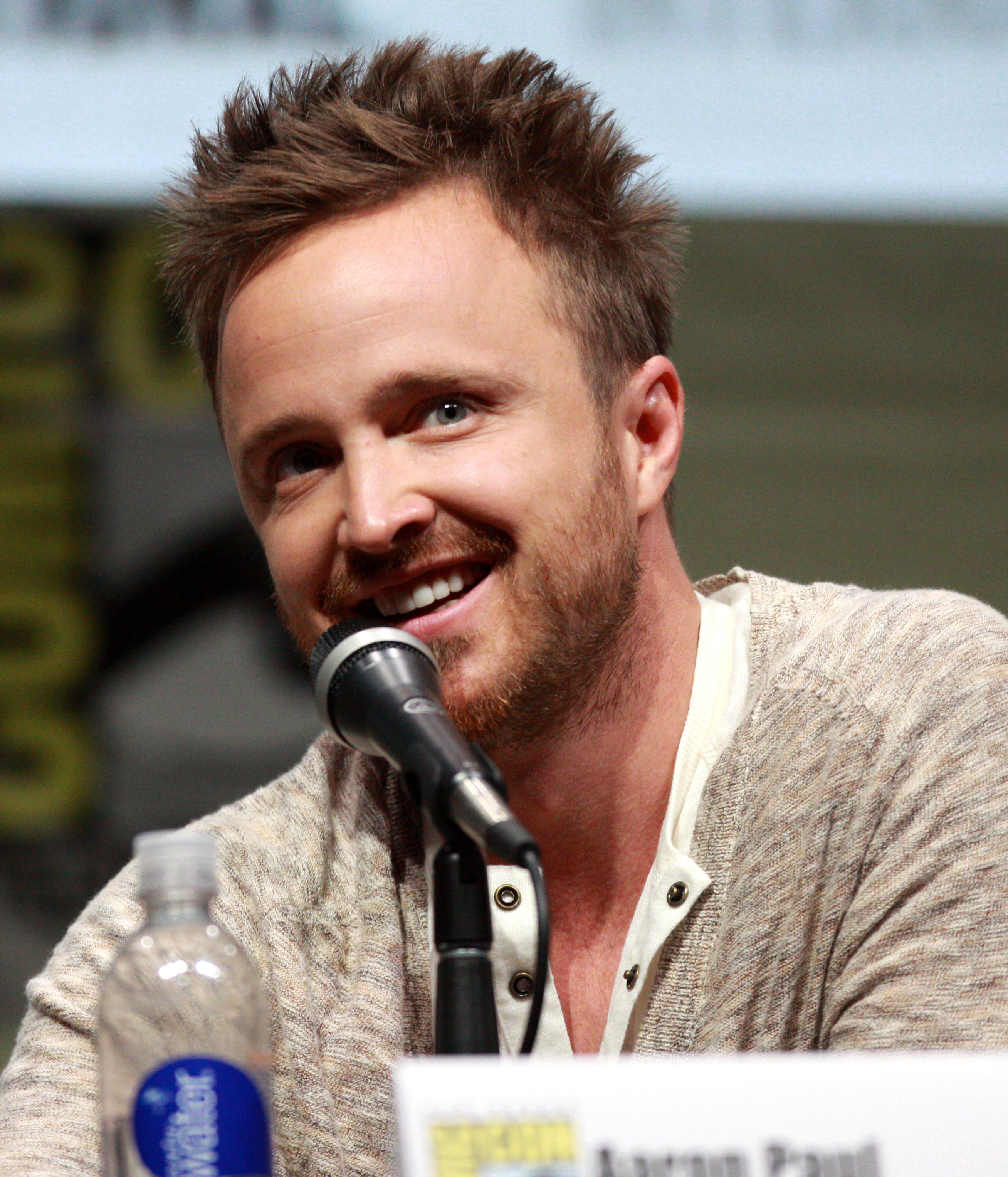
アーロン・ポール 『ブレイキング・バッド』 ドラマ・シリーズ 助演男優賞

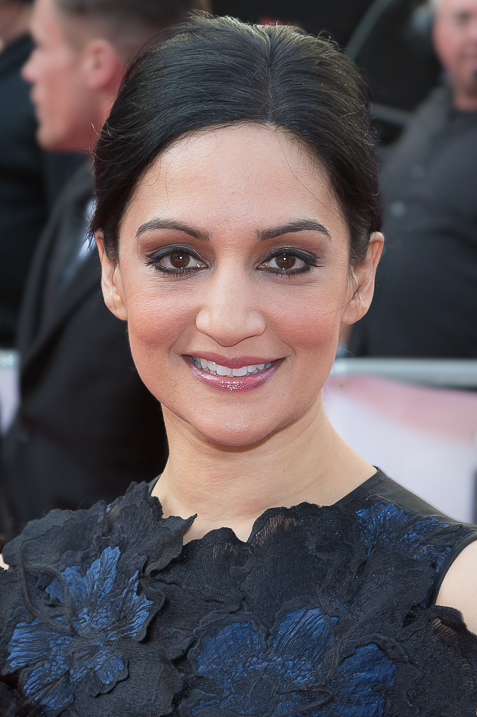
アーチー・パンジャビ 『グッド・ワイフ』 ドラマ・シリーズ 助演女優賞

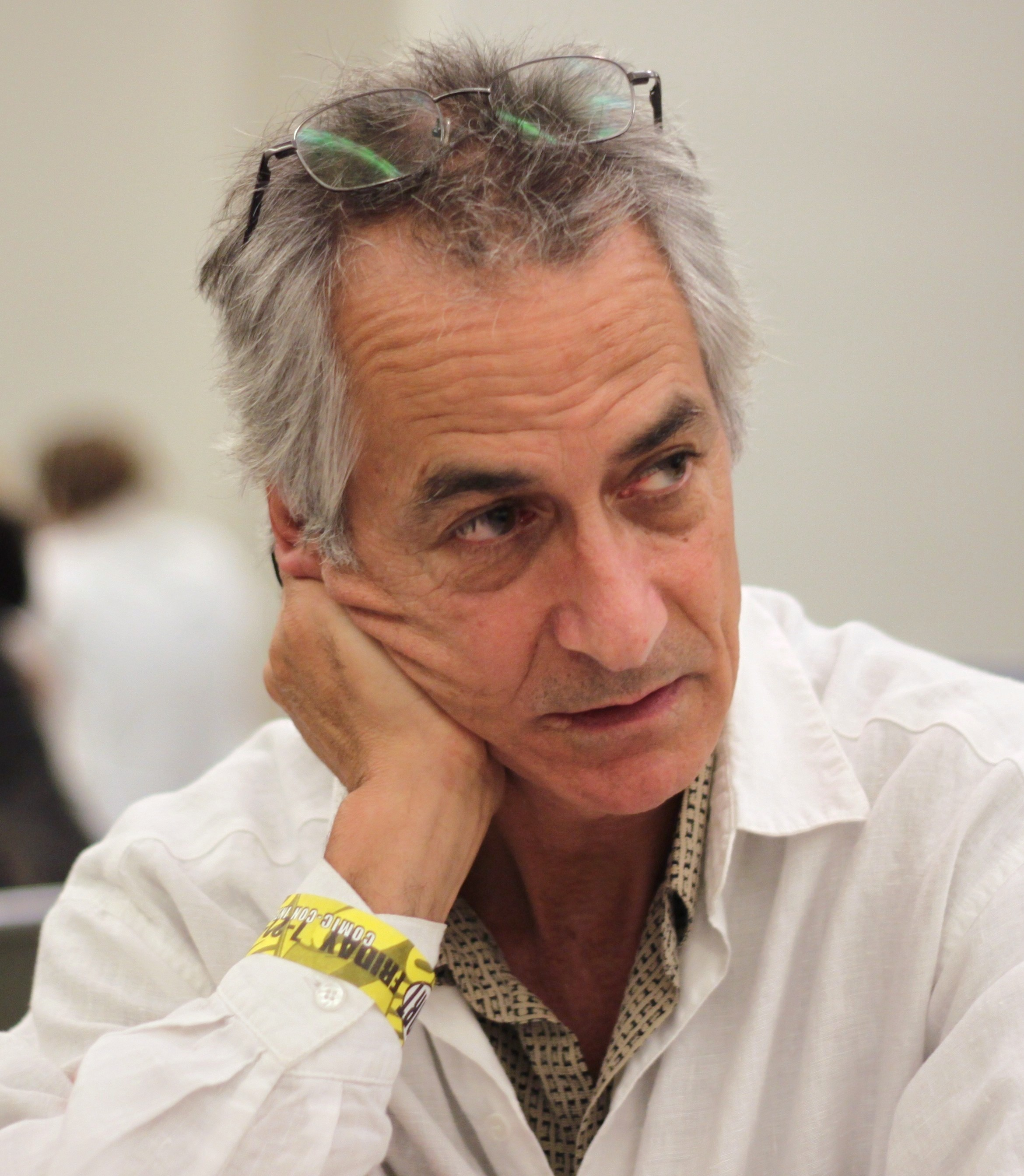
デヴィッド・ストラザーン 『テンプル・グランディン 自閉症とともに』 ミニシリーズ/テレビ映画 助演男優賞

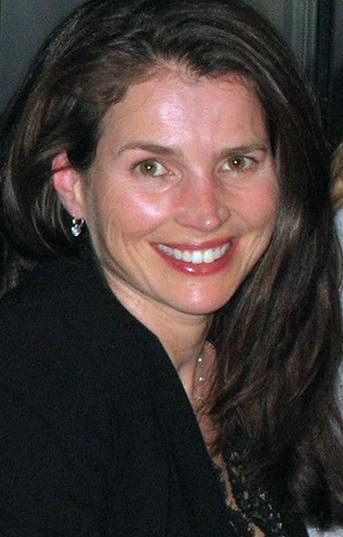
ジュリア・オーモンド 『テンプル・グランディン 自閉症とともに』 ミニシリーズ/テレビ映画 助演女優賞

受賞者は各項目最上段に太字のものである。なお、括弧はアメリカ国内での放送権を持つネットワークであり、製作は異なる場合がある。

### 作品賞
| コメディ・シリーズ | ドラマ・シリーズ |
| --- | --- |
| - 『モダン・ファミリー』 (ABC) - 『30 Rock/サーティー・ロック』 (NBC) - 『ラリーのミッドライフ★クライシス』 (HBO) - 『Glee/グリー』 (Fox) - 『ナース・ジャッキー』 (Showtime) - 『The Office』 (NBC)                                                          | - 『マッドメン』 (AMC) - 『ブレイキング・バッド』 (AMC) - 『デクスター 警察官は殺人鬼』 (Showtime) - 『グッド・ワイフ』 (CBS) - 『LOST』 (ABC) - 『トゥルーブラッド』 (HBO) |
| バラエティ・シリーズ | バラエティ・スペシャル |
| - 『ザ・デイリー・ショー・ウィズ・ジョン・スチュワート』 (Comedy Central) - 『コルベア・レポー』 (Comedy Central) - 『Real Time with Bill Maher』 (HBO) - 『サタデー・ナイト・ライブ』 (NBC) - 『ザ・トゥナイト・ショー・ウィズ・コナン・オブライエン』 (NBC) | - 『ケネディ・センター名誉賞』 (CBS) - 『The 25th Anniversary Rock And Roll Hall of Fame Concert』 (HBO) - 『Bill Maher: But I'm Not Wrong』 (HBO) - 『Hope for Haiti Now: A Global Benefit for Earthquake Relief』 (MTV) - 『Robin Williams: Weapons of Self Destruction』 (HBO) - 『Wanda Sykes: I'ma Be Me』 (HBO) |
| テレビ映画 | ミニシリーズ |
| - 『テンプル・グランディン 自閉症とともに』 (HBO) - 『Endgame』 (PBS) - 『ジョージア・オキーフ 愛と創作の日々』 (Lifetime) - 『Moonshot』 (History) - 『The Special Relationship』 (HBO) - 『死を処方する男 ジャック・ケヴォーキアンの真実』 (HBO)            | - 『ザ・パシフィック』 (HBO) - 『Return to Cranford』 (PBS) |
| リアリティ・コンペティション | |
| - 『トップ・シェフ』 (Bravo) - 『アメージング・レース』 (CBS) - 『アメリカン・アイドル』 (Fox) - 『ダンシング・ウィズ・ザ・スターズ』 (ABC) - 『プロジェクト・ランウェイ』 (Lifetime)                                                                         | |

### 主演男優賞
コメディ・シリーズ 
- ジム・パーソンズ - ビッグバン★セオリー ギークなボクらの恋愛法則
  - ラリー・デイヴィッド - ラリーのミッドライフ★クライシス
  - マシュー・モリソン - Glee
  - トニー・シャルーブ - 名探偵モンク
  - スティーヴ・カレル - The Office
  - アレック・ボールドウィン - 30 Rock／サーティー・ロック

 ドラマ・シリーズ 
- ブライアン・クランストン - ブレイキング・バッド
  - マイケル・C・ホール - デクスター ～警察官は殺人鬼
  - カイル・チャンドラー - Friday Night Lights
  - ヒュー・ローリー - Dr. HOUSE
  - マシュー・フォックス - LOST
  - ジョン・ハム - MAD MEN マッドメン

 ミニシリーズ/テレビ映画 
- アル・パチーノ - 死を処方する男 ジャック・ケヴォーキアンの真実
  - ジェフ・ブリッジス - A Dog Year
  - イアン・マッケラン - The Prisoner
  - デニス・クエイド - The Special Relationship
  - マイケル・シーン - The Special Relationship

### 主演女優賞
コメディ・シリーズ 
- イーディ・ファルコ - ナース・ジャッキー
  - リア・ミシェル - Glee
  - ジュリア・ルイス＝ドレイファス - The New Adventures of Old Christine
  - エイミー・ポーラー - Parks and Recreation
  - ティナ・フェイ - 30 Rock／サーティー・ロック
  - トニ・コレット - ユナイテッド・ステイツ・オブ・タラ（英語版）

 ドラマ・シリーズ 
- キーラ・セジウィック - クローザー
  - グレン・クローズ - ダメージ
  - コニー・ブリットン - Friday Night Lights
  - ジュリアナ・マルグリーズ - グッド・ワイフ
  - マリスカ・ハージティ - LAW & ORDER:性犯罪特捜班
  - ジャニュアリー・ジョーンズ - MAD MEN マッドメン

 ミニシリーズ/テレビ映画 
- クレア・デインズ - テンプル・グランディン 自閉症とともに（英語版）
  - ジョアン・アレン - ジョージア・オキーフ 愛と創作の日々（英語版）
  - ホープ・デイヴィス - The Special Relationship
  - ジュディ・デンチ - Return to Cranford
  - マギー・スミス - Capturing Mary

### 助演男優賞
コメディ・シリーズ 
- エリック・ストーンストリート - モダン・ファミリー
  - クリス・コルファー - Glee
  - ニール・パトリック・ハリス - ママと恋に落ちるまで
  - ジェシー・タイラー・ファーガソン - モダン・ファミリー
  - タイ・バーレル - モダン・ファミリー
  - ジョン・クライヤー - チャーリー・シーンのハーパー★ボーイズ

 ドラマ・シリーズ 
- アーロン・ポール - ブレイキング・バッド
  - マーティン・ショート - ダメージ
  - テリー・オクィン - LOST
  - マイケル・エマーソン - LOST
  - ジョン・スラッテリー - MAD MEN マッドメン
  - アンドレ・ブラウワー - Men of a Certain Age

 ミニシリーズ/テレビ映画 
- デヴィッド・ストラザーン - テンプル・グランディン 自閉症とともに（英語版）
  - マイケル・ガンボン - Emma
  - ジョン・グッドマン - 死を処方する男 ジャック・ケヴォーキアンの真実
  - ジョナサン・プライス - Return to Cranford
  - パトリック・スチュワート - Hamlet

### 助演女優賞
コメディ・シリーズ 
- ジェーン・リンチ - Glee
  - ジュリー・ボーウェン - モダン・ファミリー
  - ソフィア・ヴェルガラ - モダン・ファミリー
  - クリステン・ウィグ - サタデー・ナイト・ライブ
  - ジェーン・クラコフスキー - 30 Rock／サーティー・ロック
  - ホランド・テイラー - チャーリー・シーンのハーパー★ボーイズ

 ドラマ・シリーズ 
- アーチー・パンジャビ - グッド・ワイフ
  - クリスティーン・バランスキー - グッド・ワイフ
  - ローズ・バーン - ダメージ
  - シャロン・グレス - バーン・ノーティス 元スパイの逆襲
  - クリスティーナ・ヘンドリックス - MAD MEN マッドメン
  - エリザベス・モス - MAD MEN マッドメン

 ミニシリーズ/テレビ映画 
- ジュリア・オーモンド - テンプル・グランディン 自閉症とともに（英語版）
  - キャシー・ベイツ - アリス（英語版）
  - キャサリン・オハラ - テンプル・グランディン 自閉症とともに
  - スーザン・サランドン - 死を処方する男 ジャック・ケヴォーキアンの真実
  - ブレンダ・ヴァッカロ - 死を処方する男 ジャック・ケヴォーキアンの真実

### 監督賞
コメディ・シリーズ 
- ライアン・マーフィー - 『glee/グリー』「新生グリー誕生」
  - パリス・バークレイ - 『glee/グリー』「グリー部の車いす体験記」
  - ジェイソン・ウィナー - 『モダン・ファミリー』「Pilot」
  - アレン・コールター - 『ナース・ジャッキー』「聖女と悪女」(原題:Pilot)
  - ドン・スカーディノ - 『30 Rock／サーティー・ロック』「I Do Do」

 ドラマ・シリーズ 
- スティーヴ・シル - 『デクスター ～警察官は殺人鬼』「宿命」
  - ジャック・ベンダー - 『LOST』「終幕」
  - レスリー・リンカ・グラッター - 『MAD MEN マッドメン』「ガイ・マッケンドリック」
  - アグニエシュカ・ホランド - 『Treme』「Do You Know What It Means」
  - ミシェル・マクラーレン - 『ブレイキング・バッド』「One Minute」

### 脚本賞
コメディ・シリーズ 
- スティーヴン・レヴィタン, クリストファー・ロイド - 『モダン・ファミリー』「Pilot」
  - グレッグ・ダニエルズ, ミンディ・カリング - 『The Office』「Niagara」
  - マット・ハバード - 『30 Rock／サーティー・ロック』「Anna Howard Shaw Day」
  - ティナ・フェイ, ケイ・キャノン - 『30 Rock／サーティー・ロック』「Lee Marvin Vs. Derek Jeter」
  - ライアン・マーフィー ほか - 『glee/グリー』「新生グリー誕生」

 ドラマ・シリーズ 
- エリン・レヴィー, マシュー・ワイナー - 『MAD MEN マッドメン』「解雇通知」
  - ローリン・ジョーンズ - 『Friday Night Lights』「The Son」
  - ミシェル・キング, ロバート・キング - 『グッド・ワイフ』「夫の裏切り」
  - デイモン・リンデロフ, カールトン・キューズ - 『LOST』「終幕」
  - ロビン・ファイト, マシュー・ワイナー - 『MAD MEN マッドメン』「ガイ・マッケンドリック」

## 複数部門でのノミネート作品
数字は主要部門からの合計で、プライムタイム・クリエイティブ・アート・エミー賞は含まない。
| ノミネート | 作品                                              | ネットワーク |
| ---------- | ------------------------------------------------- | ------------ |
| 11         | 『Glee』                                          | Fox          |
| 10         | 『30 Rock/サーティー・ロック』                    | NBC          |
| 10         | 『マッドメン』                                    | AMC          |
| 9          | 『モダン・ファミリー』                            | ABC          |
| 7          | 『グッド・ワイフ』                                | CBS          |
| 7          | 『LOST』                                          | ABC          |
| 7          | 『テンプル・グランディン 自閉症とともに』         | HBO          |
| 7          | 『死を処方する男 ジャック・ケヴォーキアンの真実』 | HBO          |
| 6          | 『サタデー・ナイト・ライブ』                      | NBC          |

| ノミネート | ネットワーク |
| ---------- | ------------ |
| 38         | HBO          |
| 16         | ABC          |
| 16         | CBS          |
| 16         | NBC          |
| 14         | AMC          |
| 11         | Fox          |

## 複数部門での受賞作品
数字は主要部門からの合計で、プライムタイム・クリエイティブ・アート・エミー賞は含まない。
| 受賞 | 作品                                              | ネットワーク |
| ---- | ------------------------------------------------- | ------------ |
| 5    | 『テンプル・グランディン 自閉症とともに』         | HBO          |
| 3    | 『Glee/グリー』                                   | Fox          |
| 3    | 『モダン・ファミリー』                            | ABC          |
| 2    | 『死を処方する男 ジャック・ケヴォーキアンの真実』 | HBO          |
| 2    | 『マッドメン』                                    | AMC          |

| 受賞 | ネットワーク |
| ---- | ------------ |
| 8    | HBO          |
| 4    | AMC          |
| 4    | CBS          |
| 3    | ABC          |
| 2    | Fox          |
| 2    | Showtime     |

## 全部門のネットワーク別統計
プライムタイム・クリエイティブ・アート・エミー賞を含む全部門の合計。
| ネットワーク               | ノミネート数 | 受賞数 |
| -------------------------- | ------------ | ------ |
| HBO                        | 101          | 25     |
| ABC                        | 63           | 18     |
| CBS                        | 57           | 10     |
| NBC                        | 48           | 8      |
| Fox                        | 47           | 11     |
| PBS                        | 32           | 7      |
| AMC                        | 26           | 6      |
| ショウタイム               | 23           | 7      |
| ディスカバリー・チャンネル | 14           | 2      |
| ライフタイム               | 12           | 0      |
| FX                         | 9            | 0      |
| コメディ・セントラル       | 8            | 2      |
| カートゥーン・ネットワーク | 7            | 4      |
| ブラヴォー                 | 6            | 1      |
| ヒストリー・チャンネル     | 6            | 1      |
| Syfy                       | 6            | 0      |
| ディズニー・チャンネル     | 5            | 1      |
| USAネットワーク            | 4            | 1      |
| DirecTV                    | 4            | 0      |
| TNT                        | 3            | 1      |
| A&Eネットワークス          | 2            | 1      |
| ニコロデオン               | 2            | 1      |
| アニマル・プラネット       | 2            | 0      |
| IFC                        | 2            | 0      |
| サンダンス・チャンネル     | 2            | 0      |
| MTV                        | 1            | 0      |
| エピックス                 | 1            | 0      |
| NGC                        | 1            | 0      |
| TCM                        | 1            | 0      |
| トラベル・チャンネル       | 1            | 0      |

## プレゼンター
第62回プライムタイム・エミー賞のプレゼンターの一覧
- アン＝マーグレット
- ウィル・アーネット
- スティーヴン・コルベア
- クレア・デインズ
- テッド・ダンソン
- エミリー・デシャネル
- イーディ・ファルコ
- ティナ・フェイ
- ネイサン・フィリオン
- ローレンス・フィッシュバーン
- リッキー・ジャーヴェイス
- ローレン・グレアム
- ジョン・ハム
- マリスカ・ハージティ
- ニール・パトリック・ハリス
- クリスティーナ・ヘンドリックス
- ジャニュアリー・ジョーンズ
- ジョン・クラシンスキー
- ボリス・コジョー
- ジョン・リスゴー
- LLクールJ
- エヴァ・ロンゴリア・パーカー
- ジェーン・リンチ
- ジュリアナ・マルグリーズ
- ググ・バサ＝ロー
- ジョエル・マクヘイル
- クリストファー・メローニ
- セス・マイヤーズ
- マシュー・モリソン
- スティーヴン・モイヤー
- アンナ・パキン
- ジム・パーソンズ
- マシュー・ペリー
- ケリー・ラッセル
- アンディ・サムバーグ
- トム・セレック
- アレクサンダー・スカルスガルド
- モーラ・ティアニー
- ブレア・アンダーウッド
- ソフィア・ベルガラ
- ベティ・ホワイト